# Bosquel
Bosquel é uma comuna francesa na região administrativa de Altos da França, no departamento de Somme. Estende-se por uma área de 9,48 km². Em 2010 a comuna tinha 341 habitantes (densidade: 36 hab./km²).